# Jean-Jacques Duval d'Eprémesnil
Jean-Jacques Duval d'Eprémesnil (5 de diciembre de 1745-22 de abril de 1794), fue un magistrado y político francés.

## Biografía
Nacido en Pondicherry (India), hijo de un oficial de la Compañía de las Indias Orientales, regresó a Francia en 1750, recibiendo formación en leyes en París y convirtiéndose en consejero del parlamento de la ciudad en 1775, donde pronto empezó a ser conocido por la defensa de los derechos del mismo contra la prerrogativa real. D'Eprémesnil mostró asimismo una intensa enemistad hacia la reina María Antonieta en el marco del asunto del collar, demandando el 19 de noviembre de 1787, como portavoz del parlamento, la convocatoria de los Estados Generales.
Cuando la corte tomó represalias mediante un edicto que privaba al parlamento de sus funciones, d'Eprémesnil sobornó a las imprentas para que le entregaran una copia del mismo antes de su promulgación, la cual leyó ante el parlamento. Debido a esto, un oficial fue enviado al palacio de justicia con el fin de arrestar a d'Eprémesnil y a su partidario Goislard de Montsabert, si bien los miembros del parlamento declararon el 5 de mayo de 1788 que todos ellos eran d'Eprémesnil, efectuándose la detención al día siguiente tras la rendición de todos los diputados.
Tras permanecer prisionero durante cuatro meses en la Isla Santa Margarita, d'Eprémesnil, convertido en un héroe, regresó a los Estados Generales como diputado de la nobleza de los distritos periféricos de París, si bien el rápido avance de la Revolución francesa cambió su punto de vista. En sus "Réflexions impartiales ..." (enero de 1789) d'Eprémesnil defendió la monarquía y lideró al partido entre la nobleza que se negó a reunirse con el Tercer Estado hasta que éste fuese convocado por orden real.
En la Asamblea Constituyente, d'Eprémesnil mostró su oposición a cualquier medida conducente a la destrucción de la monarquía. Tras huir de una muchedumbre hostil en julio de 1792, d'Eprémesnil fue encarcelado en la prisión de la Abadía de Saint-Germain-des-Prés, saliendo en libertad poco antes del inicio de las masacres de septiembre. En septiembre de 1793 fue arrestado en El Havre, siendo conducido a París y denunciado ante la Convención como agente de William Pitt. D'Eprémesnil fue llevado ante el Tribunal Revolucionario el 21 de abril de 1794, siendo condenado a muerte y ejecutado en la guillotina al día siguiente.